# 土耳其保守主义
土耳其保守主义（土耳其语：Muhafazakârlık）是保守主义的土耳其民族变体，反映在该国许多政党的议程中，最著名的是执政的正义与发展党，该党将其主流意识形态描述为保守民主。土耳其保守主义的元素也反映在大多数政治右翼政党中，包括民族主义运动党 (MHP)。 在土耳其，它通常被称为土耳其式保守主义（Türk tipi muhafazakârlık）。
土耳其保守主义独特的一点在于它倾向于批评土耳其共和国的建国原则，而其他地方的大多数形式的保守主义则倾向于认可国家的主要价值观。那些与保守主义不一致的理想，如世俗主义、国家主义、民粹主义和社会国家的存在，都载入了土耳其宪法。土耳其保守主义的竞争对手主要是凯末尔主义，凯末尔主义基于土耳其开国总统穆斯塔法·凯末尔·阿塔图尔克的意识形态，在保守的奥斯曼帝国崩溃后，他在进步的亲西方议程的影响下进行了多项社会改革。然而，凯末尔主义也被描述为一种保守的民族主义形式，因为它支持和维护土耳其国家的既定传统。
土耳其保守主义往往受到政治伊斯兰教的启发和强烈影响，保守的价值观源于地方秩序、伊斯兰教团和乡村传统。因此，土耳其保守主义倾向于在社会上更加保守、宗教化，并且支持强有力的中央集权领导，因此经常被批评者描述为独裁。土耳其保守主义也倾向于对奥斯曼文化的回归表现出更大的认可，反对源自共和国时代的西方文化和价值观。
最近的调查不断表明，保守主义在土耳其享有强大的政治支持，主要是在安纳托利亚中部地区和农村地区，那里的村庄和地方传统仍然得到严格执行。2012年，只有8.6%的土耳其人称自己“完全不保守”，而2006年这一比例为12.6%。卡迪尔·哈斯大学(Kadir Has University)的研究表明，2013年39.2%的土耳其人称自己为保守派，2015年下降至20.7%。